# Metaplatybunus pictus
Metaplatybunus pictus is een hooiwagen uit de familie echte hooiwagens (Phalangiidae).